# Caribbean Club Championship
Caribbean Club Championship, även känd som CFU Club Championship eller CFU Club Champions' Cup var det Karibiska mästerskapet i fotboll för klubblag, sista säsongen var 2022 och har ersatts av Concacaf Caribbean Cup till 2023.
Trettioen nationer som är medlemmar i CFU är berättigade att sända klubblag till tävlingen, vanligtvis vinnaren och tvåan. Ofta händer det att medlemsnationer inte sänder en representant. CFU har även tillåtit Antigua Barracuda, Puerto Rico Islanders och Puerto Rico FC (alla är nu nedlagda) att delta i turneringen trots att man spelade i USA:s ligasystem i fotboll. Från och med 2018 kvalificerar sig vinnaren av Caribbean Club Championship för Concacaf Champions League, tvåan och trean kvalificerar sig för Concacaf League, fyran får spela playoff om en plats i Concacaf League mot vinnaren av Caribbean Club Shield.

## Nationer
Nationer som hade möjlighet möjlighet att sända representant(er).
| - Amerikanska Jungfruöarna - Anguilla - Antigua och Barbuda - Aruba - Bahamas - Barbados - Bermuda - Bonaire - Brittiska Jungfruöarna - Caymanöarna - Curaçao - Dominica - Dominikanska republiken - Franska Guyana - Grenada - Guadeloupe | - Guyana - Haiti - Jamaica - Kuba - Martinique - Montserrat - Puerto Rico - Saint Kitts och Nevis - Saint-Martin - Saint Vincent och Grenadinerna - Saint Lucia - Sint Maarten - Surinam - Trinidad och Tobago - Turks- och Caicosöarna |

## Resultat
| Säsong | Vinnare                                                                                           | Resultat                                                                                          | Finalist                                                                                          | Trea                                                                                              | Resultat                                                                                          | Fyra                                                                                              |
| ------ | ------------------------------------------------------------------------------------------------- | ------------------------------------------------------------------------------------------------- | ------------------------------------------------------------------------------------------------- | ------------------------------------------------------------------------------------------------- | ------------------------------------------------------------------------------------------------- | ------------------------------------------------------------------------------------------------- |
| 1997   | United Petrotrin                                                                                  | 2–1                                                                                               | Seba United                                                                                       |                                                                                                   |                                                                                                   |                                                                                                   |
| 1998   | Joe Public                                                                                        | 1–0                                                                                               | Caledonia AIA                                                                                     |                                                                                                   |                                                                                                   |                                                                                                   |
| 2000   | Joe Public                                                                                        | [ b ]                                                                                             | W Connection                                                                                      | Harbour View                                                                                      | [ b ]                                                                                             | Carioca                                                                                           |
| 2001   | Defence Force                                                                                     | [ c ]                                                                                             | W Connection                                                                                      | Racing                                                                                            | [ c ]                                                                                             | SNL                                                                                               |
| 2002   | W Connection                                                                                      | [ c ]                                                                                             | Arnett Gardens                                                                                    | Violette                                                                                          | [ c ]                                                                                             | Harbour View                                                                                      |
| 2003   | San Juan Jabloteh                                                                                 | 3–3 (4–2 str.) (2–1/1–2)                                                                          | W Connection                                                                                      |                                                                                                   |                                                                                                   |                                                                                                   |
| 2004   | Harbour View                                                                                      | 3–2 (1–1/2–1)                                                                                     | Tivoli Gardens                                                                                    |                                                                                                   |                                                                                                   |                                                                                                   |
| 2005   | Portmore United                                                                                   | 5–2 (2–1/4–0)                                                                                     | Robinhood                                                                                         |                                                                                                   |                                                                                                   |                                                                                                   |
| 2006   | W Connection                                                                                      | 1–0                                                                                               | San Juan Jabloteh                                                                                 |                                                                                                   |                                                                                                   |                                                                                                   |
| 2007   | Harbour View                                                                                      | 2–1                                                                                               | Joe Public                                                                                        | Puerto Rico Islanders                                                                             | 1–0 (1–0/0–0)                                                                                     | San Juan Jabloteh                                                                                 |
| 2009   | W Connection                                                                                      | 2–1                                                                                               | Puerto Rico Islanders                                                                             | San Juan Jabloteh                                                                                 | 2–1                                                                                               | Tempête                                                                                           |
| 2010   | Puerto Rico Islanders                                                                             | [ b ]                                                                                             | Joe Public                                                                                        | San Juan Jabloteh                                                                                 | [ b ]                                                                                             | Bayamón                                                                                           |
| 2011   | Puerto Rico Islanders                                                                             | 00003–1 (e.f.)                                                                                    | Tempête                                                                                           | Alpha United                                                                                      | 00001–1 (e.f.) (4–3 str.)                                                                         | Defence Force                                                                                     |
| 2012   | Caledonia AIA                                                                                     | 00001–1 (e.f.) (4–3 str.)                                                                         | W Connection                                                                                      | Puerto Rico Islanders                                                                             | 2–0                                                                                               | Antigua Barracuda                                                                                 |
| Säsong | Kvalificerade lag                                                                                 | Kvalificerade lag                                                                                 | Kvalificerade lag                                                                                 | Kvalificerade lag                                                                                 | Kvalificerade lag                                                                                 | Kvalificerade lag                                                                                 |
| 2013   | W Connection (vinnare av grupp 1)                                                                 | W Connection (vinnare av grupp 1)                                                                 | Valencia (vinnare av grupp 2)                                                                     | Valencia (vinnare av grupp 2)                                                                     | Caledonia AIA (vinnare av playoff)                                                                | Caledonia AIA (vinnare av playoff)                                                                |
| 2014   | Bayamón (vinnare av grupp 1)                                                                      | Bayamón (vinnare av grupp 1)                                                                      | Waterhouse (vinnare av grupp 2)                                                                   | Waterhouse (vinnare av grupp 2)                                                                   | Alpha United (vinnare av playoff)                                                                 | Alpha United (vinnare av playoff)                                                                 |
| Säsong | Vinnare                                                                                           | Resultat                                                                                          | Finalist                                                                                          | Trea                                                                                              | Resultat                                                                                          | Fyra                                                                                              |
| 2015   | Central                                                                                           | 2–1                                                                                               | W Connection                                                                                      | Montego Bay United                                                                                | 1–0                                                                                               | Don Bosco                                                                                         |
| 2016   | Central                                                                                           | 3–0                                                                                               | W Connection                                                                                      | Don Bosco                                                                                         | 2–0                                                                                               | Arnett Garden                                                                                     |
| 2017   | Cibao                                                                                             | 1–0                                                                                               | San Juan Jabloteh                                                                                 | Portmore United                                                                                   | 00002–2 (e.f.) (5–3 str.)                                                                         | Central                                                                                           |
| 2018   | Atlético Pantoja                                                                                  | 00000–0 (e.f.) (6–5 str.)                                                                         | Arnett Gardens                                                                                    | Portmore United                                                                                   | 2–1                                                                                               | Central                                                                                           |
| 2019   | Portmore United                                                                                   | [ b ]                                                                                             | Waterhouse                                                                                        | Capoise                                                                                           | [ b ]                                                                                             | Real Hope                                                                                         |
| 2020   | Turneringen ställdes in på grund av covid-19-pandemin innan semifinaler och finaler hade spelats. | Turneringen ställdes in på grund av covid-19-pandemin innan semifinaler och finaler hade spelats. | Turneringen ställdes in på grund av covid-19-pandemin innan semifinaler och finaler hade spelats. | Turneringen ställdes in på grund av covid-19-pandemin innan semifinaler och finaler hade spelats. | Turneringen ställdes in på grund av covid-19-pandemin innan semifinaler och finaler hade spelats. | Turneringen ställdes in på grund av covid-19-pandemin innan semifinaler och finaler hade spelats. |

## Anmärkningslista
1. 1 2 3  Nationen har aldrig haft ett klubblag som deltagit i Caribbean Club Championship.
2. 1 2 3 4 5 6  Ingen match spelades, gruppspel avgjorde placering.
3. 1 2 3 4  Ingen match spelades, ranking mellan gruppettor respektive grupptvåor avgjorde placering.
4. ↑  Efter att Concacaf Champions League (CCL) ersatt Concacaf Champions Cup (CCC) 2008, fick de två förlorande semifinalisterna spela ett dubbelmöte under 2008 om tredjeplatsen och om en plats i Concacaf Champions League 2008/2009.